# Lithocarpus tephrocarpus
Lithocarpus tephrocarpus là một loài thực vật có hoa trong họ Cử. Loài này được (Drake) A.Camus mô tả khoa học đầu tiên năm 1917.

## Đặc điểm
Cây cao 10-15 m; cành nhỏ, vảy chồi, phiến lá non và cành chứa cụm hoa được bao phủ dày đặc bởi các lông dài màu nâu thô. Cành mập mạp, có hình thấu kính dễ thấy. 
Cuống lá không dài quá 1 cm, dày 5-7 mm; phiến lá hình thìa, hình ô van hoặc thuôn dài, 30-50 × 9-10 cm. Phía dưới gân lá có các lông dạng vảy sáp dính chặt khi trưởng thành, gốc tròn, tai và mép nguyên hoặc có một vài răng từ giữa lá đến đỉnh, đỉnh nhọn có đầu tù. Lá có khoảng 21-27 mạch ở mỗi bên, hơi cong vào trục lá, càng gần đỉnh càng cong nhưng không dính sát vào nhau.
Cụm hoa kích thước từ 8-12 cm; cuống dày khoảng 1 cm, có lông. Hoa gần hình cầu, có đường kính 3-4 cm, đỉnh hẹp và có hình núm vú, thành dày khoảng 3-5mm. Bẹ hoa đan xen chồng lên nhau, hình trứng nhọn đầu, có lông màu nâu. 
Hạt hình cầu, đường kính 2,5 cm, được bao phủ bởi các sợi lông ép thưa thớt, thành dày 2mm; có vết sẹo bao phủ quanh gốc hạt, hơi lồi.